# Svijany
Svijany település Csehországban, Libereci járásban. Svijany Loukov, Pěnčín, Svijanský Újezd és Příšovice településekkel határos. Lakosainak száma 347 fő (2024. január 1.).

## Népesség
A település lakosságának változását az alábbi diagram mutatja:
| Lakosok száma | 532  | 516  | 444  | 326  | 365  | 281  | 314  | 329  | 349  | 347  |
|               | 1869 | 1890 | 1921 | 1950 | 1980 | 2001 | 2017 | 2019 | 2022 | 2024 |